# Jacob Barsøe
Jacob Barsøe, né le 21 septembre 1988 à Vejle, est un rameur danois.

## Biographie
Lors des Jeux olympiques de 2012, Jacob Barsøe termine troisième du quatre sans barreur poids légers au sein de l'équipage danois, composé également de Kasper Winther, Morten Jørgensen et Eskild Ebbesen.

### Palmarès

#### Aviron aux Jeux olympiques
- 2012 à Londres,  Royaume-Uni
  -  Médaille de bronze en quatre sans barreur poids légers

#### Championnats d'Europe d'aviron
- 2010 à Montemor-o-Velho,  Portugal
  -  Médaille d'argent en huit poids légers